# Río Broad
El río Broad (en inglés: Broad River) es un río estadounidense que discurre por Carolina del Norte y Carolina del Sur. Nace en el suroeste de Carolina del Norte y fluye en dirección sureste hasta unirse con el río Saluda en la ciudad de Columbia (Carolina del Sur) formando en esta unión el río Congaree que posteriormente se unirá al río Wateree, formando estos dos últimos el río Santee, que desemboca en el océano Atlántico al norte de la ciudad de Charleston.
El río Broad nace en la cordillera Azul. En Carolina del Sur atraviesa el Bosque nacional Sumter y llega al pueblo de Lockhart, antes de unirse al río Saluda.